# (8695) Bergvall
(8695) Bergvall (1993 FW8) – planetoida z grupy pasa głównego asteroid okrążająca Słońce w ciągu 4,91 lat w średniej odległości 2,89 au. Odkryta 17 marca 1993 roku.